# シティ・オブ・セントルイス
シティ・オブ・セントルイス（City of St. Louis）は、1946年から1968年までユニオン・パシフィック鉄道が運行していた旅客列車。

## 概要
シティ・オブ・セントルイスは9、10列車として、1946年から1968年までユニオン・パシフィック鉄道が、ミズーリ州セントルイスとワイオミング州シャイアンの間を運行していた旅客列車であった。
車両はシャイアンでシティ・オブ・ロサンゼルスやシティ・オブ・サンフランシスコ、シティ・オブ・ポートランドの各大陸横断列車に連結され西海岸の各都市へ連絡した。こうした運行形態から、シカゴと並ぶ大陸横断鉄道のハブであった当時のセントルイスと太平洋岸の主要都市とを結ぶ連絡線としての役割を果たしていた路線であったと言える。
しかし1968年、運行区間はセントルイス・カンザスシティ間のミズーリ州内に短縮され、列車名称もシティ・オブ・カンサスシティ（City of Kansas City）と変更された。当初は、セントルイス・カンサスシティ間はウォーバッシュ鉄道に乗入れていたが、後にノーフォーク・アンド・ウェスタン鉄道に変わった。

## 歴史

### 年表
- 1946年 シティ・オブ・セントルイス運行開始
- 1968年　セントルイスとカンザスシティ間の運行を廃止。シティ・オブ・カンサスシティに名称変更。同区間の連絡列車・シティ・オブ・セントルイス運行開始
- 1969年　セントルイス・カンサスシティ間の連絡列車・シティ・オブ・セントルイス運行停止
- 1971年　シティ・オブ・カンサスシティ運行停止

### 編成例
1959年8月17日、セントルイス発ロサンゼルス・サンフランシスコ・シアトル行きの列車で、カンザスシティ出発時の例を示す。
| 使用車両 | 車両愛称・形式      | 車種                                                    |
| -------- | ------------------- | ------------------------------------------------------- |
| UP937    | E8Aディーゼル機関車 | ディーゼル機関車                                        |
| UP962B   | E9Bディーゼル機関車 | ディーゼル機関車                                        |
| UP931B   | E8Bディーゼル機関車 | ディーゼル機関車                                        |
| UP5810   |                     | 郵便・荷物車（バゲージ・メール）                        |
| UP5677   |                     | 荷物車（バゲージ）                                      |
| UP5634   |                     | 荷物車（バゲージ）                                      |
| UP5402   |                     | 座席車（コーチ）                                        |
| UP5423   |                     | 座席車                                                  |
| UP7015   |                     | ドーム座席車（ドームコーチ）                            |
| UP5419   |                     | 座席車                                                  |
| UP5435   |                     | 座席車                                                  |
| UP6105   |                     | 従業員室（ドミトリー）・ビュッフェ・ラウンジ            |
| UP4808   |                     | 食堂車（ダイニング）                                    |
| UP9008   |                     | ドーム・ビュッフェ・ラウンジ                            |
| UP       | PACIFIC TRAIL       | 寝台車（10ルーメット・6ダブベッドルーム）               |
| UP       | NATIONAL COMMAND    | 寝台車（6セクション・6ルーメット・4ダブルベッドルーム） |
| UP       | AMERICAN PARK       | 寝台車（6セクション・6ルーメット・4ダブルベッドルーム） |
| UP       | AMERICAN HILLS      | 寝台車（6セクション・6ルーメット・4ダブルベッドルーム） |

## 姉妹列車
- シティ・オブ・ロサンゼルス 　 シカゴ-オグデン-ラスベガス-ロサンゼルス
- シティ・オブ・サンフランシスコ　シカゴ-オグデン-オークランド・サンフランシスコ
- シティ・オブ・ポートランド　シカゴ-デンバー-ポートランド
- シティ・オブ・デンバー(City of Denver)　シカゴ-デンバー
- チャレンジャー　シカゴ-オグデン-ラスベガス-ロサンゼルス